# Vesterbjerg
Vesterbjerg er en gade i Lemvig, der repræsenterer den vestlige bakke. Bakken er karakteristisk ved at den snor sig og at Lemvigbanens bjergbanen har en bro næsten for oven af bakken. Planetstien starter halvvejs oppe af bakken og Lemvig Museum er placeret næsten ved foden.